# توم دود
توم دود (بالإنجليزية: Tom Dowd) هو مهندس وملحن ومهندس الصوت ومنتج أسطوانات أمريكي، ولد في 20 أكتوبر 1925 في مانهاتن في الولايات المتحدة، وتوفي في 27 أكتوبر 2002 في ميامي في الولايات المتحدة بسبب نفاخ رئوي.

## وصلات خارجية
- توم دود على موقع IMDb (الإنجليزية)
- توم دود على موقع الموسوعة البريطانية (الإنجليزية)
- توم دود على موقع ميوزك برينز (الإنجليزية)
- توم دود على موقع أول ميوزيك (الإنجليزية)
- توم دود على موقع ديسكوغز (الإنجليزية)